# 성층권 비행선
성층권 비행선은 대한민국이 2006년 개발을 취소한 비행선이다. 공식 사업명은 다목적 성층권 장기체공 무인비행선 개발사업이다. 2001년부터 산업자원부가 차세대 신기술 사업의 하나로 추진했다. 한국, 미국, 영국, 일본의 4개국이 치열한 기술 경쟁을 벌이는 최첨단 군용 정찰기 개발 사업이다. 그러나 일본을 1년이상 격차로 가장 앞서가던 한국이 2006년 돌연 개발을 취소했다. 2007년까지 고도 20 km에서 1개월간 체공하는 무인 정찰기를 개발하는 사업이었는데, 개발완료 1년 전에 전격 사업이 취소되었다. 고도 20 km에서 36시간 체공하는 1조원짜리 글로벌 호크보다 훨씬 장기간 체공하는 세계 최첨단 무인 정찰기 개발사업이었다.

## 사업내용
2001년부터 2007년까지 456억원을 투입해 지상 20km의 성층권에 길이 200m의 무인비행선을 띠워 최소 6개월에서 1년까지 장기체공하면서, 통신중계, 태풍 등 기상이변감시, 공중조기경보체계 구축, 해상감시(밀입국선, 조난선박, 해류및 파고, 해양오염탐지), 도시계획 및 지도제작, 산림감시(산불, 자원탐사), 오존층 감시 등의 임무를 수행케 하는 사업이다.

## 실증모델
2003년 11월 6일 길이 50 m, 무게 2.8 t의 세계 최대 규모 무인 비행선이 개발되었다. 1/4 축소모형으로서, 5 km 고도까지 비행에 성공했다. 미국은 길이 140 m인 ISIS (비행선)의 1/3 축소모델(길이 36 m)을 2013년까지 개발해 고도 9.7 km까지 시험비행하려고 한다.

## 경제성
2006년 산업자원부는 '경제성이 없다'는 이유로, 돌연 이 계획을 취소했다. 세계 1위의 개발성과를 내고 있었는데, 개발완료 1년을 앞둔 상태에서 전격적인 사업취소였다. 그러나 경쟁국 미국은 ISIS (비행선)을 계속 개발중이다.
산업자원부와는 달리, 개발실무자는 반대의 주장을 한다. 항우연 무인기연구그룹장 염찬홍 박사는 "성층권비행선은 수천억 원이 들어가는 인공위성보다 경제성이 뛰어나다"고 말한다.

## 성층권
상공 10 km에서 50 km까지인 성층권은 기상현상이 일어나지 않기 때문에 비행체가 바람에 휩쓸려 다닐 염려가 없다. 즉, 엔진이 꺼져도 떠있기만 하면 바람이 없기 때문에 한 곳에 고정되어 있을 수 있다. 비행선은 헬륨으로 채워지며, 태양전지와 연료전지로 비행한다.

## 조기경보기
대한민국이 도입한 조기경보기 E-737은 막대한 연료비가 들며, 겨우 8시간만 체공할 수 있다. 반면에, 성층권 비행선은 한 번 이륙하면 1년간 체류한다. 미국의 ISIS (비행선)는 10년간 체류한다. 8시간으로 나누면, 1년은 1095번 이륙해야 하며, 10년은 10950번 이륙해야 한다.

## 정찰기
유인정찰기 록히드 U-2는 고도 20 km에서 12시간 비행할 수 있다. U-2기를 대체할 것이라는 무인정찰기 글로벌 호크는 고도 20 km에서 36시간 비행할 수 있다. 반면에 한국의 성층권 비행선은 고도 20 km에서 1년, 미국의 ISIS는 고도 20 km에서 10년간 체공한다.

## 정찰위성
정찰위성 아리랑 2호는 한반도 상공에 최대 5분간 체류하고 빠르게 지나가기 때문에, 정찰이나 감시가 매우 제한적이다. 그러나, 한국의 성층권 비행선은 고도 20 km에서 1년, 미국의 ISIS는 고도 20 km에서 10년간 한반도 상공에 고정적으로 체공한다. 한 지점에서의 장기체공이란, 정지영상 위주인 정찰위성과 달리, 정지영상 뿐만 아니라 동영상 정찰까지도 용이하다는 의미가 있다. 비행선 몇 대를 띠우면, 전국의 범죄자, 주요 인물, 고속도로 범죄차량 등의 추적을 동영상 정찰로 10년간 계속할 수 있다.

## 에어로스 3200
2001년 KARI가 개발을 시작한 성층권 비행선은 미국 에어로스와의 공동개발이었다. 2003년에는 길이 50미터 비행선 2대를 국내에서 시험비행까지 했다. 당시 일본보다도 1년이나 앞선 '세계최초'의 최첨단 정찰기라고 자랑스러워 하는 보도가 있었다. 그러다 돌연 2006년 '경제성 부족'이란 이유로 개발이 돌연 중단되었다. 당시 '국민들이 이해할 수 없는 이유로 돌연 세계최첨단 정찰기 개발이 중단되었다'고 보도되었다.
그런데, 경제성 부족이라는 한국 정부의 공식 입장과는 달리, 2010년 국정원 비밀 예산으로 미국 에어로스사의 에어로스 3200을 10여대 육군 최전방에 도입하기로 계약을 했다. 길이 39미터로 더 소형인데, 고도 15 km에서 정찰하는 비행선이다. 그런데 이것 또한 돌연 계약이 취소되었다. 시험비행에 실패하여 합법적으로 계약을 취소했다고 정부는 주장했으나, 에어로스사는 그렇지 않다고 미국 법원에 소송까지 제기했다.
한국은 이제 육군 사업이 아니라 2010년 연평도 포격 도발에 대한 대비책으로, 해병대 긴급사업으로 다른 미국회사에 다른 비행선을 주문했다. 에어로스 3200과는 달리 끈을 지상에 고정시켜 이동이 불가능한 저성능 모델이다. 그런데, 이마저 미국 정부는 수출 승인을 1년간 미뤘으며, 내부의 이스라엘제 정찰장비 탑재를 미국 정부가 승인할 수 없다고 하여, 또한 도입이 지연되고 있다.
한국 정부는 미국 에어로스사와 공동개발해 시험비행까지 한 길이 50미터 비행선을 실전배치하지 않았다. 그러면서 국정원 비밀예산으로 길이 32미터 비행선을 미국 에어로스사에서 직수입하려고 했으나, 실전배치 직전에 돌연 계약을 취소했다. 그리고 엔진이 없는 고정식 해병대 비행선을 다른 미국업체에서 수입하려는데, 이것마저 미국 정부가 수출 승인 문제로 판매를 불허하고 있다.
대당 200억원인 정찰 비행선이 실전배치되면, 대당 1조원인 글로벌 호크의 도입이 불필요해진다. 탑재하는 정찰장비는 동일하다. 미국 정부는 타국 정찰장비는 미제 비행선에 탑재 허가를 불허하고, 자국 정찰장비는 아예 수출을 불허하고 있다.
한국 정부는 이미 제작과 시험비행에 성공한 길이 50미터 국산 비행선에 이스라엘제 정찰장비를 탑재하면, 미국의 수출 허가가 없음에도 불구하고, 국내 개발은 어떤 이유에선지, 전혀 언급조차 하지 않고 있다. 2003년 시험비행은 고도 5 km만 이루어졌으나, 길이 39미터인 에어로스 3200이 고도 15 km를 주장하고 있기 때문에, 글로벌 호크의 20 km 고도에 근접할 것으로 추정된다.
2003년에 실전배치가 되었으면, 2010년 연평도 포격 도발 당시 허공에 대고 K-9 자주포를 대응사격하는 일도 없었다.
그러나 최근에는 다시 우리 한국의 독자기술로 개발한 에어로스탯이 주목받고있으며 서울 ADEX 2013에도 공개가 되었던만큼 연구개발 및 실전배치될 가능성은 여전히 남아있다.

## 같이 보기
- ISIS (비행선) - 경쟁국 미국은 계속 성층권 비행선을 개발중이다.
- 에어로스 3200